# Håldala
Håldala är en ort i Alvesta kommun, Kronobergs län, Västra Torsås socken.
En del av orten utgör en del av den av SCB definierade och namnsatta småorten Lönashult och del av Håldala.
Håldala gård är stamfastighet för släkterna Cavallius, Cavallin, Cavalli, Cavalli-Björkman och Hyltén-Cavallius samt Huledal.[källa behövs] Namnet Cavallius är en modifierad form av gårdens latinska lydelse, "Cava vallis" - Hålet i dalen.[källa behövs]